# Albert Pobor
Albert Pobor (Bania Luka, RS de Croacia, República Federativa Socialista de Yugoslavia, 29 de mayo de 1956 - Zagreb, Croacia, 3 de marzo de 2022) fue un entrenador croata de fútbol.
Dirigió en equipos como el Cerezo Osaka, NK Hrvatski Dragovoljac, HNK Segesta Sisak, NK Vrbovec y NK Brezice 1919.

## Clubes

### Como entrenador
| Club                    | País      | Año         |
| ----------------------- | --------- | ----------- |
| NK Posušje              | Croacia   |             |
| Cerezo Osaka            | Japón     | 2004        |
| NK Hrvatski Dragovoljac | Croacia   | 2008 - 2009 |
| HNK Segesta Sisak       | Croacia   | 2010        |
| NK Vrbovec              | Croacia   | 2012 - 2013 |
| NK Hrvatski Dragovoljac | Croacia   | 2014 - 2015 |
| NK Brezice 1919         | Eslovenia | 2017 - 2018 |